# Ramón García Hernando
Ramón García Hernando, conegut popularment com a Ramontxu (Bilbao, 28 de novembre de 1961) és un presentador de ràdio i televisió espanyol.

## Trajectòria professional
L'inici de la seva carrera va ser a la ràdio, després de presentar-se el 1983 a un concurs de discjòqueis convocat per la Cadena SER a Biscaia. Més tard, treballa a Los 40 Principales i a Radio Euskadi (EiTB).
Però és l'any 1989 quan fa el salt a la pantalla petita en ETB per a presentar Tal para cual.
L'any 1990 debuta en una televisió nacional, Antena 3, per a presentar el concurs La ruleta de la fortuna.
L'any 1991 aterra en TVE en el programa No te rías, que es peor. Ha estat presentador de programes d'entreteniment com ¿Qué apostamos? (1993-2000), Grand Prix (1996-2005), La llamada de la suerte (1998) i Todo en familia (1999-2001) entre d'altres.
Durant 16 anys ha estat també l'amfitrió en les campanades de Nit de cap d'any, 14 vegades en TVE i 2 vegades a Antena 3. Durant aquest esdeveniment destaca per l'ús d'una capa espanyola.
Va aconseguir el primer TP d'Or el 1989 pel treball en el programa Tal para cual d'ETB i el 2001 el TP d'Or per la seva trajectòria professional. Té també dos premis TP pel programa Què apostamos? en els anys 1995 i 1997. A aquest últim guardó també ha estat nominat, en la categoria de Millor Presentador en les edicions de 1995, 1996, 1997, 1998, 1999 i 2003.
El 2002 se li va concedir l'Antena de Oro de televisió.
El 2004 s'incorpora a la nova cadena Punto Radio per presentar el magazín dominical Punto en boca. A partir de setembre de 2006 presenta La tarde de Ramón García de les 16 a les 19 hores. El 2008 Ramón García es posa al capdavant de Siempre en domingo i el 2009 assumeix la direcció i presentació de la versió de cap de setmana de Protagonistas.
El 2007 va rebre el premi Micròfon d'Or, concedit pel seu treball en Punt Ràdio.
Aquest mateix any i després de 16 anys en TVE, fitxa per Antena 3 per a presentar el concurs ¿Sabes más que un niño de primaria?, que va aconseguir bones dades d'audiència coincidint amb la programació estival.
El febrer de 2009 Antena 3 el posa al capdavant del concurs Rico al instante.
El 2011 Punto Radio decideix no renovar el contracte a Ramón García. D'aquesta forma, l'emissora acomiada el presentador que capitanejava el matinal Protagonistas en l'edició de cap de setmana, que segons l'últim EGM era el programa de l'emissora amb més oïdors.
Després d'aquesta decisió, fitxa per la Cadena Cope per a presentar Así son las mañanas en la desconnexió per a Madrid.
Ramón García, ha estat guardonat amb el premi al millor presentador de programes en l'edició de 2011 dels premis de l'Acadèmia Espanyola de la Ràdio.
A partir de la temporada 2012-13, passa a presentar a la COPE el programa vespertí La Tarde.
El 2012 Ramón torna a La 1 amb un concurs titulat ¿Conoces España?
El 2014 Ramón García torna a TVE per presentar la nit de Nadal Parte de tu vida i en Nit de cap d'any les campanadas de cap d'any.
L'any 2015 va presentar un nou concurs per a TVE, anomenat El legado (versió espanyola del joc italià "L'eredità"), en el qual 6 concursants eren enfrontats a diferents proves fins a quedar-ne un.
Al juliol d'aquest mateix any conclou la seva etapa al capdavant del programa vespertí de COPE La Tarde.
El 30 de maig de 2016 inicia una nova etapa professional a CMM TV posant-se al capdavant de l'espai vespertí En compañía.
L'octubre de 2017 rep el Premi de l'Acadèmia de la Televisió al millor presentador autonòmic pel seu treball en el programa En companyia de CMM TV.
El març de 2019 estrena el programa Gente maravillosa a CMM TV.

## Campanades
Ramón García ha donat les campanades de cap d'any en televisió 16 vegades, 14 de les quals a TVE i dues a Antena 3.
És l'únic presentador que ha retransmès les campanades en tres dècades diferents i que ha arribat a felicitar, des de TVE, l'entrada als anys 1996, 2006 i 2016.
Encara que inicialment va ser proposat per a presentar les campanades de 1994-1995 al costat d'Ana Obregón, Ramón va declinar l'oferta per motius familiars, i finalment fou substituït per Joaquín Prat. A l'any següent, en vista de l'èxit del seu programa ¿Qué apostamos?, TVE va tornar a proposar Ramón al costat d'Ana, i aquesta vegada va acceptar l'oferta: serien les seves primeres campanades (Les de 1995-1996).
Inicialment el 1996-1997, anava a presentar la retransmissió de les campanades a TVE però per circumstàncies familiars al final no va poder acompanyar Concha Galán. No obstant això, el 1997, va tornar a la Puerta del Sol acompanyat de Raffaella Carrá, per la qual cosa serien les seves segones campanades. Aquell any, inicialment anaven a ser Ana Obregón i Davor Šuker els presentadors, però a última hora van declinar la proposta i Televisió Espanyola va haver de trobar a contrarellotge presentadors per a la retransmissió tan sols una setmana abans. Va ser a partir d'aquest any que Ramón es va convertir així en el referent de les nits de cap d'any de la cadena pública per una dècada, perquè va continuar narrant les campanades fins a l'any 2006, cedint el testimoni a Anne Igartiburu, qui les va saber continuar fins al present.
L'any 2007 va retransmetre les campanades juntament amb l'actriu Anabel Alonso a Antena 3.
En el comiat del 2008, l'acompanyant va ser Kira Miro.
Van passar 6 anys fins que el 2014 va tornar a posar-se al capdavant de la retransmissió tradicional de les campanades juntament amb Anne Igartiburu a TVE, millorant notablement els resultats obtinguts en anys anteriors. A l'any següent, tornaria a repetir de nou amb la presentadora basca, per a llavors parar i després de 2 anys tornar el 2017 amb resultats afavoridors per a la cadena pública.
El 2018, l'empresa Estrella Galicia el va fitxar per a ser part d'una campanya publicitària, que culminava amb la primera retransmissió de les campanades a través de YouTube, Facebook i Twitter. Més de 15.000 usuaris es van connectar a l'emissió en streaming llançada des de les xarxes socials d'Estrella Galicia, superant en audiència les emissions d'alguns canals autonòmics. Entre aquests més de 15.000 usuaris connectats, cal destacar que va haver-hi connexions en 49 països diferents. A més d'Espanya, es van connectar usuaris en altres llocs del planeta com Regne Unit, Mèxic, l'Argentina, Alemanya, França, els Estats Units, Veneçuela, el Japó, el Brasil, Xile, Austràlia, Noruega o Itàlia, entre d'altres països.
L'any 2021, l'streamer basc Ibai Llanos anuncia a través de les seves xarxes socials que retransmetrà les campanades d'entrada al 2022 acompanyat de Ramón García.
| Any comiat        | Any Entrant       | Acompanyant/s               | Canals                                                       | Audiència                                                                                            |
| ----------------- | ----------------- | --------------------------- | ------------------------------------------------------------ | --- |
| 1995              | 1996              | Ana Obregón                 | La 1, La 2, TVE Internacional i RNE                          | 8.913.000 (56,9%) 9.797.000 (61,6%)                                                                  |
| 1997              | 1998              | Raffaella Carrà             | La 1, La 2, Canal 24 horas, TVE Internacional i RNE          | 8.786.000 (56,2%) 10.190.000 (64,4%)                                                                 |
| 1998              | 1999              | Carmen Maura                | La 1, La 2, Canal 24 horas, TVE Internacional i RNE          | 7.867.000 (52,5%) 8.881.000 (58%)                                                                    |
| 1999              | 2000              | Núria Roca                  | La 1, La 2, Canal 24 horas, TVE Internacional i RNE          | 8.901.000 (59,1%) 10.344.000 (67,1%)                                                                 |
| 2000              | 2001              | Paloma Lago                 | La 1, La 2, Canal 24 horas, TVE Internacional i RNE          | 8.708.000 (59%) 10.416.000 (68,8%)                                                                   |
| 2001              | 2002              | Paloma Lago                 | La 1, La 2, Canal 24 horas, TVE Internacional i RNE          | 8.999.000 (62,7%) 11.103.000 (75,4%)                                                                 |
| 2002              | 2003              | Paloma Lago i Ricardo Gómez | La 1, La 2, Canal 24 horas, TVE Internacional i RNE          | 7.124.000 (53,1%) 9.307.000 (67,1%)                                                                  |
| 2003              | 2004              | Carmen Sevilla              | La 1, La 2, Canal 24 horas, TVE Internacional i RNE          | 7.175.000 (53,8%) 8.729.000 (63,8%)                                                                  |
| 2004              | 2005              | Ana Obregón                 | La 1, La 2, Canal 24 horas, TVE Internacional i RNE          | 6.014.000 (44,2%) 7.804.000 (55,9%)                                                                  |
| 2005              | 2006              | Anne Igartiburu             | La 1, La 2, Canal 24 horas, TVE Internacional i RNE          | 7.241.000 (52,3%) 8.700.000 (61,4%)                                                                  |
| 2006              | 2007              | Anne Igartiburu             | La 1, La 2, Canal 24 horas, TVE Internacional i RNE          | 6.483.000 (50,5%) 7.938.000 i (59,2%)                                                                |
| 2007              | 2008              | Anabel Alonso               | Antena 3, Neox, Nova, Antena 3 Internacional i antena3.com   | 2.000.000 (14,7%) 2.452.000 (17%)                                                                    |
| 2008              | 2009              | Kira Miró                   | Antena 3, Neox, Nova, Antena 3 Internacional i antena3.com   | 1.478.000 (10,5%) 1.617.000 (11,1%)                                                                  |
| 2014              | 2015              | Anne Igartiburu             | La 1, Canal 24 Horas, TVE Internacional, RNE i RTVE.es       | 5.323.000 (38,7%) 6.558.000 (45,8%)                                                                  |
| 2015              | 2016              | Anne Igartiburu             | La 1, Canal 24 Horas, TVE Internacional, RNE i RTVE.es       | 5.396.000 (40,8%) 6.501.000 (47,6%)                                                                  |
| 2017              | 2018              | Anne Igartiburu             | La 1, La 2, Canal 24 Horas, TVE Internacional, RNE i RTVE.es | SENSE CONVIDATS 4.609.000 (34,9%) 5.774.000 (42,4%)AMB CONVIDATS 6.747.000 (36,7%) 8.539.000 (44,4%) |
| 2018              | 2019              | (sense parella)             | Estrella Galicia Youtube, Facebook i Twitter                 | (sense dades)                                                                                        |
| 2021              | 2022              | Ibai Llanos                 | -                                                            | - |
| Total (1995-2018) | Total (1995-2018) | Total (1995-2018)           | Total (1995-2018)                                            | 7.247.470,58823529 (49,63529411765%)                                                                 |

- Les audiències des de 1999; a 2006 i de 2017; inclouen el »simulcast« amb La 2; les de 2007 i 2008 amb Neox i Nova i les de 2014 i 2015 amb el Canal 24 Horas.
- Les audiències de 2017-2018, inclouen l'audiència amb convidats i sense convidats.

## Televisió
- Tal para cual (1989) ETB
- La ruleta de la fortuna (1990) Antena 3
- No te rías, que es peor (1991-1993) TVE
- Telepasión española (1991-2006; 2015) TVE
- Ahora o nunca (1992) TVE[9]
- ¿Qué apostamos? (1993-2000) TVE
- El desafío de los dioses (1994) FORTA
- Esto es espectáculo (1994-1995) TVE
- Gal·les cap d'any (1994-2002) TVE
- Cuando calienta el Sol (1995) TVE
- Aquí jugamos todos (1995-1996) TVE
- Grand Prix del verano (1996-2005) TVE
- Tardes de primera (1996) TVE
- Preparando ¿Qué apostamos? (1996) TVE
- La llamada de la suerte (1998) TVE
- Peque Prix (1998-2000) TVE
- Todo en familia (1999-2001) TVE
- El gran concurso del siglo (1999) TVE
- El gladiador (2002) TVE
- La verdad de Laura (2002) TVE
- Un domingo cualquiera (2003-2004) TVE
- ¿Sabes más que un niño de primaria? (2007-2008) Antena 3
- Plutón BRB Nero (2008) TVE
- Rico al instante (2009) Antena 3
- Saturday Night Live (España) (2009) Cuatro
- Aída (2010) Tele 5
- ¿Conoces España? (2012) TVE
- Parte de tu vida (2014) TVE
- El legado (2015) TVE
- Enciende tu Navidad (2015) TVE
- En compañía (2016-present) CMM TV
- Gente maravillosa (2019-present) CMM TV

## Ràdio
- Punto en boca (2004-2006), a Punto Radio
- La tarde de Ramón García (2006-2008), a Punto Radio
- Siempre en domingo (2008-2009), a Punto Radio
- Protagonistas fin de semana (2009-2011), a Punto Radio
- Así son las mañanas en Madrid con Ramón García (2011-2012), a COPE
- La Tarde (2012-2015), a COPE

## Discografia
- Pienso en ti (1996)

## Premis de televisió

### TP d'Or
| Any  | Categoria                               | Programa                                                     | Resultat  |
| ---- | --------------------------------------- | ------------------------------------------------------------ | --------- |
| 1989 | Personatge més popular d'ETB            | Tal para cual                                                | Guanyador |
| 1995 | Presentador                             | ¿Qué apostamos?, Cuando calienta el Sol i Aquí jugamos todos | Nominat   |
| 1996 | Presentador                             | Grand Prix i ¿Qué apostamos?                                 | Nominat   |
| 1997 | Presentador                             | Grand Prix i ¿Qué apostamos?                                 | Nominat   |
| 1998 | Presentador                             | La llamada de la suerte, Grand Prix i ¿Qué apostamos?        | Nominat   |
| 1999 | Presentador                             | Todo en familia, Grand Prix y El gran concurso del siglo     | Nominat   |
| 2001 | Premi Especial Trajectòria Professional |                                                              | Guanyador |
| 2003 | Presentador                             | Grand Prix i Un domingo cualquiera                           | Nominat   |

### Antena de Oro
| Any  | Categoria | Programa   | Resultat  |
| ---- | --------- | ---------- | --------- |
| 2003 | Televisió | Grand Prix | Guanyador |

### Premis ATV
| Any  | Categoria                                | Programa        | Resultat  |
| ---- | ---------------------------------------- | --------------- | --------- |
| 1999 | Comunicador de Programes d'Entreteniment | Todo en familia | Nominat   |
| 2017 | Presentador/a de Programes Autonòmics    | En compañía     | Guanyador |

### Premis Zapping
| Any  | Categoria                      | Programa                            | Resultat  |
| ---- | ------------------------------ | ----------------------------------- | --------- |
| 1997 | Presentador                    | Grand Prix i ¿Qué apostamos?        | Nominat   |
| 2001 | Premio Zapping del soci de TAC |                                     | Guanyador |
| 2007 | Presentador                    | ¿Sabes más que un niño de primaria? | Nominat   |